# La Fatwa
La Fatwa est une bande dessinée réalisée par Frank Giroud (scénario) et Giulio De Vita (dessinateur) et Patricia Faucon (coloriste), appartenant à la série Le Décalogue, et éditée en 2001 par Glénat.
C'est le deuxième tome de la série.

## Description

### Résumé
À Paris, Merwann Khadder, jeune beur tombé entre les mains de fondamentalistes musulmans ne supporte plus le mode de vie trop occidental de sa petite amie Aline. Voyageant avec elle dans l'Orient-Express, il rencontre par hasard Halid Reza, écrivain turc sur lequel plane une fatwa pour ses écrits dévoilant l'existence d'un nouveau Décalogue qui menace de déstabiliser le monde musulman. Avant que Merwann assassine Reza, ce dernier lui confie "Nahik" dont il prétend tirer ses sources. Nahik fascine Merwann et ébranle sa foi.

### Personnages
- Merwann Khadder: Jeune Beur parisien introduit dans les milieux islamistes radicaux par Latifa. Sa foi qui l'a conduit à devenir un assassin en exécutant Halid Reza est complètement ébranlée par la lecture de Nahik. Cette fragilité lui vaudra sa propre perte. Par ailleurs, Merwann est un personnage central du Légataire, suite du Décalogue.
- Latifa Mokhden: Jeune étudiante parisienne qui s'est tournée vers les fondamentalistes musulmans à la suite de grosses déconvenues avec la société française. Elle introduira Merwann dans les milieux radicaux et le trahira auprès des responsables islamistes après qu'il lui eu révélé ses doutes concernant le bien-fondé de leurs actions criminelles. Pourtant, après que celui-ci ait sauté d'un bateau pour échapper à ses assassins, elle prétendra auprès de ces derniers qu'il ne sait pas nager.
- Halid Reza: Écrivain turc ayant publié "La dernière sourate", roman dans lequel il révèle l'existence d'un nouveau Décalogue dicté par Mahomet, dont le message de paix risque d'ébranler la civilisation musulmane, mais surtout les intégristes qui ont édicté une fatwa contre lui. Ils ignorent qu'il est condamné par un cancer et se moque bien d'être assassiné.
- Aline: Petite amie de Merwann, danseuse dans une troupe amateur. Ne supportant plus la pression qu'il lui inflige, elle décide de le quitter.

## Analyse
Deuxième tome de la série, "La Fatwa" révèle en partie le contenu de "Nahik", le livre maudit, qui fera ici encore une nouvelle victime. On apprend l'existence du second Décalogue, qui aurait été rédigée sur une omoplate de chameau au temps de Mahomet. Dans la logique du premier tome (Le Manuscrit), cet album porte en sous-titre le deuxième précepte du fameux Décalogue: "Tu resteras à l'écoute de ta conscience pour y entendre la voix de Dieu". Ce précepte est un véritable camouflet aux islamistes radicaux puisque son application permet à chacun de s'affranchir des dogmes imposés pour se forger sa propre sensibilité religieuse. Ce parti pris semble résolument défendu par Giroud qui a bâti le scénario de l'album autour de ce second précepte pour en faire ressortir l'évidence.

Graphiquement, ce deuxième tome présente un dessin assez convenu, au manque de relief et de caractère, mais assez précis et consensuel. Les couleurs manquent de nuance et de contraste.

Comme les autres volumes, La Fatwa peut se lire comme un one shot mais prend sa place dans la continuité du "Décalogue".

## Publications en français

### Albums
- Glénat, 2001  (ISBN 2-7234-3129-0)